# ضابط وجاسوس (فلم)
ضابط وجاسوس (بالفرنسية: J'Accuse) هو فيلم درامي تاريخي فرنسي إيطالي من إنتاج 2019، عن كتاب الروائي البريطاني روبرت هاريس الذي صدر عام 2013 تحت نفس عنوان الفيلم ضابط وجاسوس، يروي الفيلم أحداثًا حقيقية حدثت في فرنسا عام 1895 لقضية ذاعت شهرتها في العالم وهي قضية دريفوس.
عُرض لأول مرة في مهرجان البندقية السينمائي الدولي السادس والسبعين في 30 أغسطس 2019، وفاز بجائزة لجنة التحكيم الكبرى. كما حصل على 12 ترشيحًا لجائزة سيزر في دورتها الخامسة والأربعين، وهو أكبر عدد من الترشيحات لأي فيلم مؤهل، وفاز في بجوائز أفضل فيلم مأخوذ من عمل أدبي، وأفضل تصميم أزياء، وأفضل مخرج.
فيلم ضابط وجاسوس هو أول فيلم يصوره رومان بولانسكي بعد استبعاده من أكاديمية الفنون والعلوم السينيمائية الأمريكية لمخالفته للمعايير الأخلاقية التي تنص عليها هذه الأكاديمية، والتي أقرتها الجماهير حول العالم خلال شهر أكتوبر من عام 2017، في هاشتاج (أنا أيضا) على موقع تويتر للحديث عن ظاهرة التحرش الجنسي بالنساء على مستوى العالم.

## أحداث الفيلم
يبدأ الفيلم بطابور عسكري فرنسي وضابط يعلن تجريد النقيب «ألفريد دريفوس»، الذي يقوم بدوره الممثل لويس جاريل، من رتبه وعزله من الجيش وسجنه لمدى الحياة في جزيرة الشيطان بغيانا الفرنسية لثبوت تهمة التجسس لصالح ألمانيا عام 1894. يتولى الضابط جورج بيكوارت الذي يقوم بدوره الممثل جان دوجردان، قسم مكافحة الجاسوسية، ويلفت نظره وجود أدلة واضحة على براءة «دريفوس» وثبوت التهمة على غيره، ولكن رؤساءه يرفضوا الاستماع له، حتى أنه يتوجه إلى رئيس المخابرات الذي بدوره يأمره بالتوقف عن البحث في قضية «دريفوس»، وتبدأ مضايقات للضابط «بيكوارت» لدرجة فضح علاقته العاطفية بالسيدة «بولين» (الممثلة إيمانويل سينيه)، وهي زوجة شخصية بارزة في وزارة الخارجبة الفرنسية، ويلجأ «بيكوارت» للصحافة، ويجد العون من الكاتب والمفكر الفرنسي أميل زولا (الممثل أندريه ماركون) الذي يخاطر بتاريخه المهني كله وينشر في صدر الصفحة الأولى لجريدة «أورورا» اليومية الفرنسية مقال تحت عنوان (أنا اتهم) وهو خطاب مفتوح إلى الرئيس الفرنسي فيليكس فور يتهم فيه قيادات الجيش الفرنسي بإعاقة التحقيق في قضية دريفوس ومعاداة السامية. تتوالى الأحداث ويعاد التحقيق في القضية لتنتهى ببراءة دريفوس.

## طاقم الممثلين
- جان دوجردان في دور الضابط جورج بيكوارت.
- لويس جاريل في دور الضابط الفريد دريفوس.
- إيمانويل سينيه في دور بولين (عشيقة بيكوارت).
- ماثيو امالريك في دور الفونس بريتيلون (خبير الخطوط).
- ميلفيل بوبو في دور فرناند لابورى (محامى دريفوس).
- إريك روف في دور الكلونيل جان ساندهير.
- لوران ستوكر في دورالضابط جورج جابريل دو بيليو.
- ميشيل فيلرموز في دور ارماند دو باتي دي كلم.
- أندريه ماركونفي دور إميل زولا.
- دينيس بوداليدس في دور إدغار ديمانج.
- ديدييه ساندري في دور ناوول لو موتون دي بواديففر.
- غريغوري غاديبوا في دور هوبير جوزيف هنري.
- فنسنت غراس في دور ناين باتيست بيلوت.
- هيرفيه بيير في منصب تشارلز آرثر غونسي.
- أندريه ماركون في دور أميل زولا.

## الإنتاج
كتب هذه الرواية البريطاني روبرت هاريس متأثرا باهتمام صديقه المخرج رومان بولانسكي بهذه القضية منذ زمن طويل، وأعلن عام 2012 أن بولانسكي سيقوم بإخراج فيلم يحمل نفس عنوان روايته «ضابط وجاسوس» التي نزلت إلى الأسواق 2013. وهذه المرة الثالثة التي يشترك «هاريس» في أعمال بولانسكي، فقد اشترك الثنائي «هاريس – بولانسكي» في فيلم «الكاتب الشبح» 2010 بطولة إيوان مكريغور وبيرس بروسنان، كما أنهما شرعا في العمل لفيلم عن رواية هاريس تحت اسم «بومباي» ثم تم إلغاء العمل قبل التصوير بسبب إضراب الممثلين.
كانت النية متجهة لتصوير الفيلم 2014 في «وارسو» لأسباب اقتصادية، ولكن الحكومة الأمريكية أرسلت أوراق تسليم المجرمين إلى الحكومة البولندية لتسليم بولانسكي، ورفضت الحكومة البولندية في نهاية المطاف، وفي ذلك الوقت تم إدخال اعتمادات ضريبية جديدة للفيلم الفرنسي، مما سمح للفيلم بالتصوير في بعض مواقع في باريس. تم تمويل الفيلم بمبلغ 60 مليون يورو وكان مقرر أن يبدأ التصوير 2016، ولكن تأجل للبحث عن الممثلين المناسبين. بدأ التصوير في شهر نوفمبر 2018، وانتهى إبريل 2019، من إنتاج شركة «ليجاند فيلمز» وتوزيع شركة «جامونت».

## عرض الفيلم
أول عرض للفيلم كان في 30 أغسطس 2019، في مهرجان البندقية السينمائي، فاز بجائزة لجنة التحكيم الكبرى، ثم عرض في فرنسا في 13 نوفمبر 2019، وفي إيطاليا في 21 نوفمبر 2019.

## استقبال الفيلم
حصل الفلم على 77% من نسبة الموافقة على موقع "الطماطم الفاسدة"، استنادًا إلى 30 مراجعة، بمتوسط مرجح يبلغ 6.78/10. على ميتاكريتيك، يحمل الفيلم تصنيف 56 من أصل 100، استنادًا إلى 9 نُقاد، مِمَّا يُشير إلى «مراجعات مختلطة أو متوسطة». تلقّى الفيلم ترحيبًا حارًا أثناء عرضه الأول في مهرجان البندقيّة ، وحصل بشكلٍ عام على مُراجعات إيجابيّة من ناقد. أعطى دافيد سيكستون من صحيفة إيفنينغ ستاندرد الفيلم تصنيف 4 من أصل 5، معلنًا: «أنه درس أساسي في كيفية صنع فيلم تاريخي».
وقد تلقى الفيلم رد فعل عنيف بسبب أوجه التشابه التي يزعم أن بولانسكي قام بها بين قضية الاعتداء الجنسي ومؤامرة الفيلم.

## الجدل حول الفيلم
كان حضور "رومان بولانسكي" في مهرجان البندقية هو الظهور الأول له في حدث سينمائي كبير منذ استبعاده من أكاديمية الفنون والعلوم السينيمائية الأمريكية في مايو 2018، وصرحت رئيسة لجنة الحكام "لوسريسيا مرتل: «أنا لا أفصل الرجل عن الفن أعتقد أن جوانب مهمة من العمل تظهر في الرجل. [...] الرجل الذي يرتكب جريمة بهذا الحجم ثم يدان، والضحية تعتبر نفسها راضية عن التعويض من الصعب عليّ أن أحكم عليه... ومن الصعب تحديد النهج الصحيح الذي يتعين علينا اتباعه مع الأشخاص الذين ارتكبوا أفعالا معينة وحكم عليهم. أعتقد أن هذه الأسئلة هي جزء من النقاش في عصرنا».
لم تحضر «مرتل» عشاء لمساندة الفيلم، ورد منتجي فيلم «بولانسكي» بالتهديد بسحب الفيلم من المهرجان. أعادت رئيسة لجنة الحكام «لوسريسيا مرتل» التعليق لتؤكد أن كلماتها لم يفهما المستمع حيث أنها تجد في «بولانسكي» خطوط إنسانية كثيرة وهي لا تقبل باستبعاد الفيلم من المهرجان، بل إنها صرحت للصحفيين أنها لو كانت معترضة على وجود «بولانسكي» لكانت استقالت من لجنة التحكيم، وأضافت أن الجميع هنا للحكم على الفنون وليس لمقاضاتهم.
رفضت شركات التوزيع السينمائي الأمريكية أن تتقدم بعروض شراء الفيلم في مهرجان كان، وصرح «هايورد كوهين» من شركة «رود سايد اتراكشن» لتوزيع الأفلام أن شركته ستعيد التفكير في طريقة التعامل مع أفلام «بولانسكي» حيث في ظل المتغيرات يجب أن يكون لنا منظور مختلف.
قبل خمسة أيام من عرض الفيلم في فرنسا، تقدمت امرأة فرنسية تدعى «فالنتين مونير» باتهام«بولانسكي» باغتصابها، ومع بداية عرض الفيلم هاجمت الجماعات النسوية الفرنسية دور العرض لمنع الفيلم من العرض. عندما ترشح الفيلم لنيل 12 جائزة من «جوائز سيزار» الفرنسية في يناير 2020، ثارت بعض الجمعيات النسائية الفرنسية واتهمت «أكاديمية الفيلم الفرنسية» بأنها تشيد بالمغتصب المسيء، ولم يحضر «بولانسكي» ولا أي مندوب عنه لاستلام الجوائز، وخرج بعض الحضور مستائين من المهرجان وكانت من ضمنهم الممثلة الفرنسية المرشحة لأفضل ممثلة أديل هاينل.

## روابط خارجية
- مقالات تستعمل روابط فنية بلا صلة مع ويكي بيانات